# Amante de un día
Amante de Un Día  es el decimosegundo álbum de la cantautora argentina Tormenta, Se publicó en noviembre de 1986 bajo la Discográfica Microfon. Este disco contiene muchas mejoras de grabación y varios éxitos de Tormenta, entre ellos como Amante de un día, Beso por beso, Aquellos fueron los días, entre otros. Este disco salió también en formato Casete y en CD en una serie hecha por Sony Music, Llamado Tormenta Cronología, en el año 2015

## Historia
Luego del éxito del álbum Es toda tuya, Tormenta se prepara para un nuevo álbum, este se llamaría Amante de Un Día y la canción que recibe el nombre de este álbum sería el corte de difusión, obteniendo el disco de oro y de platino con este álbum. 
Tormenta presentó este disco en el año 1987 junto a otro disco más reciente, llamado Amor de mujer. Los dos se presentaron simultáneamente en el Teatro Astros, uno de los famosos teatros de la calle Corrientes, Los dias 9 y 10 de Octubre de 1987 

## Lista de Canciones

### Lado A
| N.º | Título                                           | Escritor(es)                       | Duración |  |
| 1.  | «Amante De un Dia»                               | Tormenta, Mariano Barabino         | 3:46     |  |
| 2.  | «Aquellos Fueron Los Dias (those were the days)» | Eugene Raskin                      | 3:45     |  |
| 3.  | «Te busco Entre La Gente(si volvieras)»          | Paz Martinez, Miguel A. Valenzuela | 4:42     |  |
| 4.  | «Que Milagro Es sentir que te amo»               | Tormenta, Titina Castro            | 3:45     |  |
| 5.  | «Corazon de Acero»                               | Alejandro Vezzani                  | 3:04     |  |

### Lado B
| N.º | Título                                          | Escritor(es)                                         | Duración |  |
| 1.  | «Por Favor, Me siento Sola»                     | Tormenta, Mariano Barabino                           | 3:46     |  |
| 2.  | «Me Resisto A Olvidar»                          | Tormenta, Mariano Barabino, Mabel Moura              | 3:45     |  |
| 3.  | «Como A Los Quince Años»                        | Tormenta, Mariano Barabino                           | 4:42     |  |
| 4.  | «Beso Por Beso»                                 | Pablo Herrero, José Luis Armenteros                  | 3:45     |  |
| 5.  | «Pasaje De Ida (One Way Ticket) (To The Blues)» | Hank Hunter Jack Seller (V. En castellano: Tormenta) | 3:04     |  |